# Ruska Górka

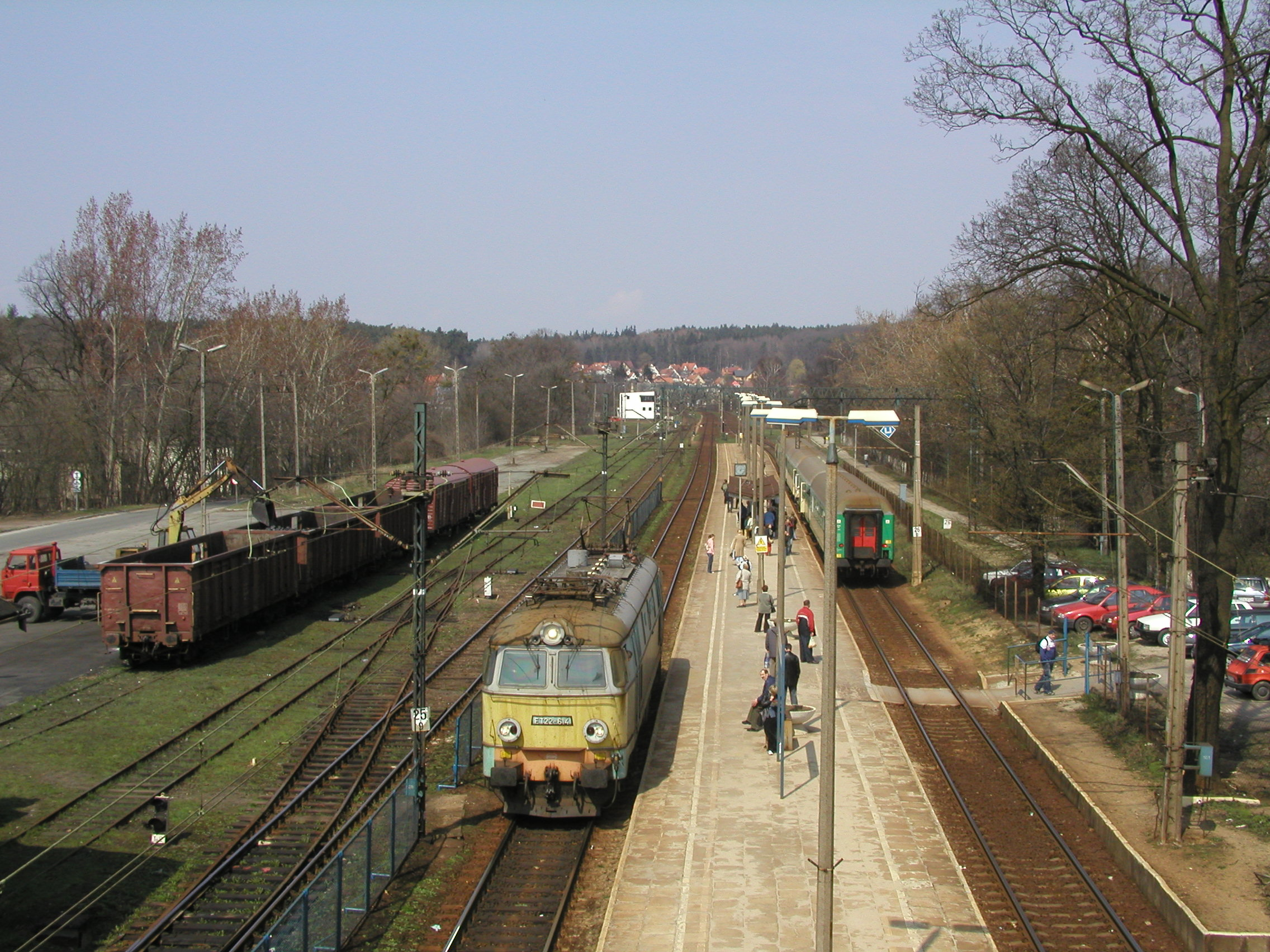
Stacja kolejowa, po prawej chodnik u podnóża Ruskiej Górki

Ruska Górka – wzniesienie (wzgórze) położone w paśmie Wzgórz Trzebnickich w ramach Grzbietu Trzebnickiego. Wzgórze znajduje się w Obornikach Śląskich. Wierzchołek wzniesienia położony jest na wysokości bezwzględnej wynoszącej 165,0 m n.p.m. Na masywie wzniesienia pośród zadrzewienia położone są historyczne ruiny oraz stanowisko archeologiczne dotyczące średniowiecznej osady.

## Położenie
Wzgórze położone jest w paśmie Wzgórz Trzebnickich, będących mezoregionem o identyfikatorze 318.44 (według regionalizacji fizycznogeograficznej opracowanej przez Jerzego Kondrackiego), należących do Wału Trzebnickiego (makroregion o indeksie 318.4). W ramach tych Wzgórz Trzebnickich wyróżnia się także mikroregion obejmujący Ruską Górkę – Grzbiet Trzebnicki (mikroregion o indeksie 318.444), w jego zachodniej części. Pod względem regionalizacji przyrodniczo-leśnej wzgórze położone jest w mezoregionie Wzgórz Trzebnicko-Ostrzeszowskich.
Pod względem podziału administracyjnego jest on położony na terenie miasta Oborniki Śląskie, w powiecie trzebnickim, województwie dolnośląskim (zobacz: podział administracyjny województwa dolnośląskiego), w jego zachodniej części. Wokół wzgórza przebiegają ulice: Józefa Piłsudskiego po stronie północnej oraz Mała Ogrodowa po stronie wschodniej, z zabudową osiedla mieszkaniowego. Natomiast po stronie zachodniej przebiega linia kolejowa numer 271 biegnącej od stacji Wrocław Główny do stacji Poznań Główny. Znajduje się tu stacja kolejowa Oborniki Śląskie.

## Charakterystyka
Wysokość bezwzględna na jakiej położony jest wierzchołek wzgórza wynosi 165,0 m n.p.m.. Wierzchołek i zbocza są zadrzewione. Duża część roślinności to pozostałość po istniejącym tu przed II wojną światową parku. Pośród tej roślinności znajdują się okazy starodrzewu oraz bluszcz pospolity. Od strony stacji kolejowej rośnie kasztanowiec o wymiarach pomnikowych. Jego obwód wynosi około 3,80 m.  Pośród drzew w części północno-zachodniej masywu znajdują się historyczne ruiny, w tym pozostałości po stanowiskach obserwacyjnych urządzonych przez wojska radzieckie w czasie II wojny światowej, a także przedwojenna fontanna oraz stanowisko archeologiczne o nazwie Oborniki Śląskie, st. 16, ujęte w ewidencji zabytków, a dotyczące osady z czasów średniowiecza. Wokół masywu, w szczególności wzdłuż torów kolejowych oraz ulicą Józefa Piłsudskiego, wyznaczono szlaki turystyczne. Przez wzniesienie prowadzi ścieżka dydaktyczno-przyrodnicza „Na Grzybek” w Obornikach Śląskich. Jest tu urządzone jedno ze stanowisk ścieżki – stanowisko nr 2 "Ruska Górka".

## Nazwa
Nazwa własna – Ruska Górka – jest nazwą niestandaryzowaną, gdyż została ustalona i ujęta w państwowym rejestrze nazw geograficznych na podstawie wywiadu terenowego. Odnosi się ona do ukształtowania terenu określonego jako wzgórze, wzniesienie. W rejestrze tym przypisano jej identyfikator: PRNG – 235582, identyfikator IIP – PL.PZGiK.320.NGRP.235582. Podaje on następujące współrzędne geograficzne punktu głównego wzniesienia: szerokość geograficzna – 51°18'06" N, długość geograficzna – 16°54'28" E. W rejestrze tym obowiązuje od 14.04.2015 r. Historyczna nazwa tego wzgórza to Złota Góra, a wcześniej w języku niemieckim nazwa Goldberg.
Przy ulicy Małej Ogrodowej jedna ze wspólnot mieszkaniowych przyjęła nazwę WSPÓLNOTA MIESZKANIOWA "RUSKA GÓRKA".